# Mariangiola Criscuolo
Mariangiola Criscuolo (Napoli, 1548 – 1630) è stata una pittrice italiana.

## Biografia
Mariangiola Criscuolo figlia del pittore Giovanni Filippo Criscuolo e nipote del pittore Giovanni Angelo Criscuolo.
Istruita dal padre ha intrapreso la carriera artistica e fu attiva soprattutto nella sua città natale, Napoli. In seguito ha sposato il pittore Giovanni Antonio d'Amato il Giovane. La Criscuolo eccelleva nelle pitture delle pale d'altare e nei ritratti. Ad oggi,  non si conserva dipinto che può essere riferito con assoluta certezza alla pittrice tra quelli vicini ai modi di Giovan Filippo Criscuolo.Valente anche nella musica ,muore a Napoli all'età di 72 anni